# Жовтень (фільм, 1927)
«Жовтень» (перша назва «Десять днів, котрі вразили світ»; рос. Октябрь) — радянський німий художній фільм кінорежисера Сергія Ейзенштейна, знятий на московській фабриці «Совкіно» у 1927 році про події Жовтневої революції. Заключна частина кінотрилогії («Стачка», «Броненосець Потьомкін», «Жовтень»). Фільм демонстрували у США під назвою «Десять днів, котрі вразили світ».

## Сюжет

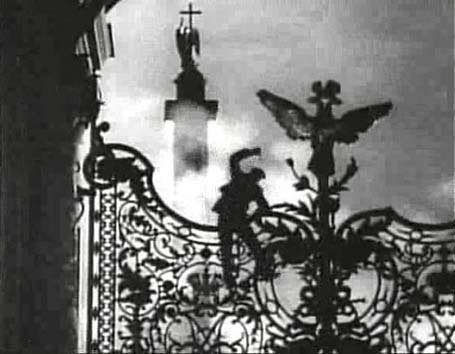
Кадр з фільму

Оповідь починається з символічної сцени повалення з п'єдесталу пам'ятника російському Імператору. Вуличні заворушення у Петрограді і критичне становище на фронтах. Солдатам і жителям Петрограда нічого їсти, а Тимчасовий уряд не здатний утримати під контролем ситуацію в місті і країні. У цих умовах до влади приходять більшовики. Лідер партії Володимир Ленін прибуває у бунтівне місто і очолює повстання. Захоплення влади більшовиками під загрозою, бо до столиці підступають війська генерала Корнілова.
Військові частини і матроси Балтійського флоту, котрі стоять на боці більшовиків, стягуються до Зимового палацу. Одночасно у Петроград приїжджають делегати з'їзду Рад. У президію з'їзду обирають представників партії більшовиків, а меншовиків і есерів проганяють із залу. Повстання більшовиків закінчується взяттям Зимового палацу і припиненням повноважень Тимчасового уряду. Кінцівка фільму — виступ Леніна з трибуни Другого з'їзду Рад і проголошення перемоги революції.

## Історія створення
Після великого успіху «Броненосця Потьомкін» Ейзенштейн отримав повну довіру влади країни і задумав зняти масштабне кінематографічне полотно про перемогу Жовтневої революції. Перші варіанти сценарію «Жовтня» включали в себе історичну хроніку подій від Лютневої революції до закінчення громадянської війни. У підсумку сценарій довелося обрізати і закінчити фільм подіями жовтня 1917 року.
У розпорядження режисера були надані безпрецедентні на той період ресурси: плівка, історичні костюми, зброя і повноваження. Що породило безліч іронічних коментарів, про те, що зйомки принесли Петербургу шкоди більше, ніж сама революція. У якості масовки було дозволено використати військові частини. Також Ейзенштейну дозволили знімати фільм на місці подій революції — на підступах до Зимового і безпосередньо у інтер'єрах палацу. Консультантами фільму виступили учасники жовтневих подій: Крупська і Підвойський (він навіть зіграв у фільмі самого себе).
Планувалось, що фільм буде випущений на екрани до 10-річчя революції у 1927 році, але зйомки затягнулись і у прокат картина потрапила тільки на початку 1928 року. Через зміни політичного клімату у СРСР на останніх етапах редагування фільму режисер Ейзенштейн був вимушений видалити з фільму багатьох діячів революції: Л. Троцького, В. Антонова-Овсієнко, В. Невського.
Захоплений музикою Едмунда Майзеля, написаною для європейського прокату фільму «Броненосець Потьомкін», Ейзенштейн запропонував композитору написати музику до його «Жовтня». Однак у Москві партитуру Майзеля вважали занадто авангардистською, і у СРСР фільм вийшов на екрани з другою звуковою доріжкою; музикою німецького композитора була озвучена скорочена приблизно на пів години версія «Жовтня», призначена для прокату за кордоном.
Фільм не мав такого ж глядацького успіху, як «Броненосець Потьомкін». У більшості, через застосований «інтелектуальний монтаж» у кульмінаційній частині фільму. Так наприклад, щоб продемонструвати монархічну формулу «за Бога і Вітчизну» використовується послідовність все більше і більше абстрактних зображень. У 1933 році фільм був остаточно знятий з прокату.
У 2011 році в результаті спільної роботи німецьких і російських організацій, котрі точилися 5 років, вдалось відновити оригінальну звукову доріжку «Жовтня», але тільки партитуру, написану Майзелем для скороченої версії; для повної версії фільму музику дописав німецький композитор Бернд Тевес.

## Критика і культурний вплив
На відміну від «Броненосця „Потьомкін“», фільм, що завершував знамениту кінотрилогію Ейзенштейна, носить більш виражений ідеологічний характер. У 1927 році Ейзенштейн, визнаний митець, стає також теоретиком мистецтва. Він опублікував кілька статей про новаторський метод у кіно. Чергова його картина — це спроба донести концепцію нової режисури: кіно без типажу (без головних героїв) і без висловленого драматургічного сюжету. Картину за задумом Ейзенштейна робить режисер за монтажним столом. В цілому у СРСР фільм був сприйнятий критиками позитивно, але молодий режисер отримав чимало гострих зауважень.
Надто багато часу та місця у картині приділено фігурі Керенського і алегоричному протиставленні людей і інтер'єрів Зимового палацу. Характерне для молодого Ейзенштейна захоплення експериментами не прикрасило картину. На думку Віктора Шкловського, мішура і символізм перевантажили кадр: «Ейзенштейн заплутався у десяти тисячах кімнат Зимового палацу, як плутались у них колись творці».
Послідовність зміни сцен обумовлена не стільки режисерським задумом, скільки ілюстрацією до історичного і ідеологічного тлумачення подій Жовтневої революції. Акторів картини складно назвати акторами — вони швидше двійники відомих політичних діячів.
За спогадами А. Городницького, «у фільмі „Жовтень“ професійних акторів майже не було. Леніна, наприклад, грав працівник цементного заводу Нікандров, котрий мав з ним портретну схожість. Йому пошили костюм, пальто і кепку, а на голові виголили лисину. У ролі Керенського знімався також схожий на нього студент Університету. Зінов'єва зіграв його справжній брат, а в ролі Троцького був знятий якийсь зубний лікар, також дуже схожий з героєм».

Серед перших глядачів картини були ті, хто знайшов фільм штучним. Володимир Маяковський так відгукнувся про «акторську гру» Нікандрова, котрий втілив образ Леніна у фільмі:
Огидно бачити, коли людина приймає схожі на Леніна пози і робить схожі рухи тіла — і за цією зовнішністю відчувається повна пустота, повна відсутність думки. Абсолютно правильно сказав один товариш, Нікандров схожий не на Леніна, а на всі статуї з нього
Не дивлячись на таку відверту ідеологічну ангажованість картини, критики віддають належне новаторському методу у монтажі картини. Кінокритик Рауль Хаузман назвав монтаж Ейзенштейна «інтелектуальним»

Французький критик Жан-Клод Конеса писав про фільм:
«Фільм одночасно стає і розповіддю про історію, і її складовою частиною, у тому розумінні, що його монтаж, його розкадрування, його естетика — це продукт революційної системи як у показі революції, так і у екзальтованій манері цього показу».
Картина «Жовтень» вважається першою у радянській кіноленініані і заклала традиції, котрі були успішно продовжені уже у епоху звукового кіно.

## Знімальна група
- Василь Нікандров — Володимир Ленін
- Микола Попов — Олександр Керенский
- Эдуард Тіссе — німецький солдат
- Микола Подвойський — камео
- Антонов-Овсієнко — камео
- Апфельбаум — Зінов'єв
- Борис Ливанов — міністр Терещенко
- Ляшенко — міністр
- Чібісов — міністр Скобелев
- Міхалев — міністр Кішкін
- Смельський — міністр Вердеревський